# Chengde
Chengde (kinesisk: 承德; pinyin: Chéngdé; Wade-Giles: Ch'éng-té; tidligere kaldt Rehe eller Johol) er en kinesisk storby i provinsen Hebei ved Kinas kyst til det Gule Hav. Den er en by på præfekturniveau. Befolkningen i byen anslås (2004) til 442.000, men hele præfekturet har 3,53 millioner indbyggere. 
Chengde ligger nord for den kinesiske hovedstad Beijing og er mest kendt som sommerresidens for kejserne under Qing-dynastiet. 

## Administrative enheder
Bypræfekturet Chengde har jurisdiktion over 2 distrikter (区 qū), et minedistrikt (矿区 kuàngqū), 5 amter (县 xiàn) og 3 autonome amter (自治县 zìzhìxiàn). 
| Kort              | Kort                                | Kort                  | Kort                              | Kort                   | Kort        | Kort               |
| ----------------- | ----------------------------------- | --------------------- | --------------------------------- | ---------------------- | ----------- | ------------------ |
| Kort over Chengde |                                     |                       |                                   |                        |             |                    |
| #                 | Navn                                | Hanzi                 | Pinyin                            | Befolkning (2004 est.) | Areal (km²) | Tæthed (indb./km²) |
| Distrikter        |                                     |                       |                                   |                        |             |                    |
| 1                 | Shuangqiao                          | 双桥区                | Shuāngqiáo Qū                     | 290 000                | 311         | 932                |
| 2                 | Shuangluan                          | 双滦区                | Shuāngluán Qū                     | 100 000                | 250         | 400                |
| 3                 | Yingshouyingzi Minedistrikt         | 鹰手营子矿区          | Yīngshǒuyíngzi Kuàngqū            | 70 000                 | 148         | 473                |
| Amter             |                                     |                       |                                   |                        |             |                    |
| 4                 | Chengde                             | 承德县                | Chéngdé Xiàn                      | 470 000                | 3 990       | 118                |
| 5                 | Xinglong                            | 兴隆县                | Xīnglóng Xiàn                     | 320 000                | 3 116       | 103                |
| 6                 | Pingquan                            | 平泉县                | Píngquán Xiàn                     | 470 000                | 3 297       | 143                |
| 7                 | Luanping                            | 滦平县                | Luánpíng Xiàn                     | 320 000                | 3 195       | 100                |
| 8                 | Longhua                             | 隆化县                | Lónghuà Xiàn                      | 420 000                | 5 474       | 77                 |
| Autonome amter    |                                     |                       |                                   |                        |             |                    |
| 9                 | Fengning (For mandsjuene)           | 丰宁满族 自治县       | Fēngníng Mǎnzú Zìzhìxiàn          | 380 000                | 8 747       | 43                 |
| 10                | Kuancheng (For mandsjuene)          | 宽城满族 自治县       | Kuānchéng Mǎnzú Zìzhìxiàn         | 230 000                | 1 933       | 119                |
| 11                | Weichang (For manchuer og mongoler) | 围场满族 蒙古族自治县 | Wéichǎng Mǎnzú Měnggǔzú Zìzhìxiàn | 520 000                | 9 058       | 57                 |

## Historie
Chengde hed tidligere Rehe (Jehol) og var hovedstad for den tidligere provins Rehe.
Qing-dynastiets kejsere begyndte at bygge sommerpaladser der i 1700-tallet, og det bestod til slut af et anlæg med store parker med søer, pagoder og paladsbygninger. Udenom anlæggets mure blev der rejst otte ydre templer som hver skulle reflektere forskellige byggestile i det kinesiske rige. Særlig opmærksomhed fra besøgende får Putuo-Zongcheng-tempelet (普陀宗乘, Pǔtuó Zōngchéng), som er inspireret af Potalapaladset i Lhasa (Tibet), og Puletemplet, som er inspireret af Himmeltemplet i Beijing. Sommerpaladset og templerne i omegnen blev i 1994 opført på UNESCOs liste over Verdens kulturarv.

## Trafik
Vej- og jernbaneforbindelserne til Beijing er gode. Motorvejen fra Beijing til Chengde blev helt færdig i 2006.
Kinas rigsvej 101 går gennem området. Den begynder i Beijing og fører via Chengde til Shenyang.